# NGC 832
NGC 832 é uma estrela dupla na direção da constelação de Triangulum. O objeto foi descoberto pelo astrônomo Heinrich d'Arrest em 1865, usando um telescópio refrator com abertura de 11 polegadas. 